# Орден христианских рыцарей
О́рден христиа́нских ры́царей (фр. Ordre de la Milice chrétienne) — военный орден, основанный в 1616 году во Франции герцогом Невера и Ретеля, суверенным князем Арша Карлом I Гонзага. Святыми покровителями ордена были Пресвятая Дева Мария и Архангел Михаил. Целью этого военного ордена, опиравшегося на лучших представителей христианского дворянства Запада, было возвращение священных христианских мест, которые тогда находились под турецким владычеством. Такое вторичное завоевание можно считать, в определённой мере, семейным делом Гонзага, чей род был потомками последнего византийского императора Константина XI Палеолога, убитого турками при захвате Константинополя в мае 1453 года. Падение Константинополя, воспринятое многими европейцами как конец света, повергло христианское общество XV века в состояние шока, и этот орден был образован именно на волне таких общественных настроений.
Стремление ордена к завоеваниям и крестовому походу не осталось только на бумаге. Была начата подготовка к военной экспедиции с благословения папы римского и при поддержке отца Жозефа, ближайшего помощника кардинала Ришельё. Примечательно, что Карл Гонзага за свой счёт заказал постройку военных кораблей в Амстердаме. На воду было спущено 6 судов, из которых 4 имели водоизмещение по 500 тонн. Было построено 5 галеонов (Vierge, Saint-Michel, Saint-Jean, Saint-Louis, Saint-François) и одно вспомогательное судно Louise. Постройка кораблей обошлась в 147 000 ливров. Ещё 67 000 ливров ушло на корабельные орудия из бронзы и ещё в 60 000 ливров обошлись артиллерийские орудия из литого чугуна. В 1621 году сразу после того как построенные суда пришли в порт Гавра и на них установили пушки и кулеврины, они были конфискованы Людовиком XIII, без какого-либо финансового возмещения, и включены в состав французского королевского флота. Некоторые из кораблей, построенных Карлом Гонзага, участвовали в знаменитой осаде Ла-Рошели в 1627—1628 годах. В итоге, по совокупности причин (политические сложности, нехватка средств, отъезд Карла Гонзага в Мантую), крестовый поход так и не состоялся. Между тем, в Шарлевиле было построено здание для Великого приорства ордена, но не будучи реальным средоточием властного центра международного рыцарского ордена, здание после 1634 года преобразовали в больницу и приходскую церковь святого Ремигия.
Облик орденской цепи, носимой Карлом Гонзага, великим магистром Ордена христианских рыцарей, известен по нескольким геральдическим изображениям, а также по двум картинам, на которых Карл представлен в полном парадном облачении с мантией горностая. Орденская цепь, выполненная из чистого золота, состояла из 15 звеньев в виде узлов восьмёркой и 15 золотых звёзд, полностью покрытых белой эмалью. К цепи крепился большой нагрудный золотой крест, лучи которого были выполнены в форме клеверных листьев, покрытых чёрной эмалью.
Последним следом этой грандиозной мечты о новом крестовом походе является существующий в наши дни скромный флигель аптекаря, который прежде был частью комплекса зданий Великого приорства Ордена христианских рыцарей в Шарлевиле.